# Bothrops venezuelensis
Il ferro di lancia venezuelano (Bothrops venezuelensis Sandner Montilla, 1952)  è un serpente della famiglia dei Viperidi, endemico del Venezuela.